# 代数簇
代数簇、代數區體，亦作代數多樣體，是代數幾何學上多项式集合的公共零点解的集合。代数簇是经典（某种程度上也是现代）代数几何的中心研究对象。
術語簇（variety）取自拉丁语族中詞源（cognate of word）的概念，有基於“同源”而“變形”之意。
历史上，代数基本定理建立了代数和几何之间的一个联系，它表明在复数域上的单变量的多项式由它的根的集合决定，而根集合是内在的几何对象。在此基础上，希尔伯特零点定理提供了多项式环的理想和仿射空间子集的基本对应。利用零点定理和相关结果，我们能够用代数术语捕捉簇的几何概念，也能够用几何来承载环论中的问题。

## 形式定義

### 仿射簇
令 k 為代數封閉域並令{\displaystyle \mathbb {A} ^{n}}為 k 上的 n 維仿射空間。{\displaystyle f\in k[X_{1},\ldots ,X_{n}]} 藉著代值可以視之為{\displaystyle \mathbb {A} ^{n}}上的{\displaystyle k}-值函數。對任何子集{\displaystyle S\subset k[X_{1},\ldots ,X_{n}]}，定義{\displaystyle S}的零點為{\displaystyle \mathbb {A} ^{n}}裡使{\displaystyle S}中所有元素取零值的點：
{\displaystyle Z(S)=\{x\in \mathbb {A} ^{n}\mid f(x)=0}对于所有{\displaystyle f\in S\}}
若存在{\displaystyle S}使得{\displaystyle V\subset \mathbb {A} ^{n}}滿足{\displaystyle V=Z(S)}，則稱之仿射代數集。一個非空代數集{\displaystyle V}被稱作不可約，若且唯若它無法被寫成兩個真代數子集的聯集。不可約仿射代數集稱作仿射代數簇。
藉由將所有代數集定義為閉集，仿射簇可被賦與一個自然的拓撲結構，稱之扎里斯基拓撲。
給定{\displaystyle V\subset \mathbb {A} ^{n}}，令{\displaystyle I(V)}為所有在{\displaystyle V}上取零值的函數所成的理想：
{\displaystyle I(V)=\{f\in k[x_{1},\cdots ,x_{n}]\mid f(x)=0\;,\forall x\in V\}.}
對任意仿射代數集{\displaystyle V}，其座標環是多項式環對上述理想的商。
仿射簇之間的態射定義為多項式映射{\displaystyle (f_{1},\ldots ,f_{n}):\mathbb {A} ^{m}\rightarrow \mathbb {A} ^{n}}的限制。

### 射影簇
令{\displaystyle \mathbb {P} ^{n}}為 {\displaystyle k} 上的 n 維射影空間。雖然{\displaystyle k[X_{0},\ldots ,X_{n}]}中的齊次多項式無法在齊次座標上取值（因为齐次坐标系实际上是一个等价类），其零點卻可明確地定義。對任意齊次多項式集合 {\displaystyle S}，定義其零點為
{\displaystyle Z(S)=\{x\in \mathbb {P} ^{n}\mid f(x)=0\;,\forall f\in S\}.}
若存在{\displaystyle S}使得{\displaystyle V=Z(S)}，則稱之射影代數集。不可約性的定義同前。不可約射影代數集稱作射影代數簇。
藉著將所有代數集定為閉集，射影簇也賦有扎里斯基拓撲。
給定{\displaystyle V\subset \mathbb {P} ^{n}}，令{\displaystyle I(V)}為所有在{\displaystyle V}上取零的齊次多項式。對任意射影代數集{\displaystyle V}，其齊次座標環定義為多項式環對此理想的商，這是一個分次環。
射影代數集可由一組有限的仿射開集覆蓋。射影簇之間的映射{\displaystyle f:X\rightarrow Y}被稱作態射，若且唯若存在仿射開覆蓋{\displaystyle \bigcup _{i}V_{i}=Y}及{\displaystyle \bigcup _{j}U_{ij}=f^{-1}(V_{i})}，使得每個{\displaystyle f|_{U_{ij}}:U_{ij}\rightarrow V_{i}}都是多項式映射。

### 擬仿射簇與擬射影簇
一個仿射簇的開子集被稱作擬仿射簇（例如{\displaystyle \mathbb {A} ^{2}-\{(0,0)\}}，可證明它既非射影簇亦非仿射簇）；同理，一個射影簇的開子集被稱作擬射影簇。其間態射同樣定義作局部上的多項式映射。
擬射影簇同時涵括了仿射簇、擬仿射簇與射影簇，它也是經典代數幾何學的基本範疇。一個擬射影簇容許一組拓撲基，使得其中每個開集都是仿射簇；在此意義下，我們說一個擬射影簇可由仿射簇黏合而來。

## 基本結果
- 仿射代數集{\displaystyle V}是簇的充要條件是{\displaystyle I(V)}為素理想；等價的說法是：{\displaystyle V}是簇若且唯若其座標環是整环。
- 每個非空仿射代數集都可以表成代數簇的聯集，使得此分解中的代數簇兩兩不相包含，且此表法唯一。
- 令{\displaystyle k[V]}表簇{\displaystyle V}的座標環，{\displaystyle V}的維度是{\displaystyle k[V]}的分式環對{\displaystyle k}的超越次數。

## 討論與推廣
上述定義與事實讓我們可以探討經典代數幾何。如欲更進一步（例如探討非代數封閉域上的代數簇），則需要一些根本的改變。現行的代數簇概念較上述定義複雜，且適用於任何域{\displaystyle K}：一個抽象代數簇是{\displaystyle K}上的有限型分離整概形。
概形可表為有限個仿射概形沿著開集的黏合，而{\displaystyle K}上的有限型仿射整概形不外就是仿射簇。因此我們可以沿著開集黏合有限多個{\displaystyle K}上的仿射簇，從而得到抽象代數簇，且無須擔心它是否可嵌入射影空間。這也引起一個問題：我們可能會得到病態的對象，例如將{\displaystyle \mathbb {A} ^{1}\sqcup \mathbb {A} ^{1}}沿著{\displaystyle \mathbb {A} ^{1}-\{0\}}黏合，遂得到帶有兩個原點的仿射直線；是故要求分離性以排除之。
某些現代學者還去掉定義中的整性，只要求每個仿射開集的座標環有平凡的冪零根。
上述的簇被稱作塞爾意義下的簇，因為讓-皮埃爾·塞爾的奠基之作Faisceaux algébriques cohérents（代數凝聚層）探討了這類簇。儘管現在已有更抽象的對象作輔助，它們仍然是代數幾何的踏腳石。
另一條推廣的進路是容許可約代數集，所以其座標環不一定是整域；這在技術上只是一小步，更重要的推廣是容許結構層中有冪零元素；冪零元無法被看作座標函數，也不影響拓撲結構。就範疇論觀點，為了構造有限的射影極限（或構造纖維積），就必須容許冪零元。幾何上而言，一個好的映射之纖維仍可能有「無窮小」結構。亞歷山大·格羅滕迪克的概形論能融貫上述各種推廣，但一般的「概形」仍不如「簇」來得富有幾何直觀。
此外尚有稱作堆與代數空間的深入推廣。

## 文獻
- Robin Hartshorne. . Springer-Verlag. 1997. ISBN 978-0-387-90244-9.
- David Cox; John Little, Don O'Shea.  second edition. Springer-Verlag. 1997. ISBN 978-0-387-94680-1.
- David Eisenbud. . Springer-Verlag. 1999. ISBN 978-0-387-94269-8.
- David Dummit; Richard Foote.  third edition. Wiley. 2003. ISBN 978-0-471-43334-7.

1. ↑  張幼賢 等. . 台北市: 國家教育研究院. 2014 年 12 月: 第 466 頁  [2024-03-12]. ISBN 9789860440454. （原始内容存档于2024-03-12） （中文（臺灣））.